# Idaea scintillaria
Idaea scintillaria är en fjärilsart som beskrevs av George Duryea Hulst 1896. Idaea scintillaria ingår i släktet Idaea och familjen mätare. Inga underarter finns listade i Catalogue of Life.